# Monadnock Building
El Monadnock Building (históricamente, el Bloque Monadnock) es un rascacielos situado en el 53 West Jackson Boulevard en el área de la comunidad de South Loop de Chicago, Illinois, Estados Unidos. La mitad norte del edificio fue diseñada por la firma de Burnham & Root y, más tarde, construida en 1891. En el más alto edificio comercial de mampostería portante que se haya construido se empleó el sistema de primer portal de viento preparado en Estados Unidos. Sus escaleras decorativas representan el primer uso de aluminio en la construcción de edificios. La mitad sur, construida en 1893, fue diseñada por el Holabird & Roche y es similar en color y en perfil a la original, pero el diseño es más tradicional. Cuando se completó, fue el edificio de oficinas más grande del mundo. El éxito de la construcción fue el catalizador de un importante centro de negocios nuevos en el extremo sur del Loop.
El edificio fue remodelado en 1938, una de las primeras renovaciones de grandes rascacielos que se hicieron - un intento, en parte, de revolucionar la forma en que se realizaba el mantenimiento de edificios y detener la demolición de los viejos rascacielos de Chicago. Fue vendido en 1979 a los propietarios que restauraron el edificio a su estado original, una de las restauraciones rascacielos más completa tratándose de 1992. El proyecto fue reconocido como uno de los proyectos de restauración más importantes del país por el Fondo Nacional para la Preservación Histórica en 1987. El edificio está dividido sirve principalmente a firmas profesionales independientes. Se encuentra a la venta en 2007 en las oficinas de 250 metros cuadrados (23 m²) a 6.000 pies cuadrados (560 m²) de tamaño.
La mitad norte es una masa sin adornos verticales de ladrillo de color púrpura-marrón, quema suavemente en la base y la parte superior, con ventanales verticales continuas, que sobresalen. La mitad sur se encuentra dividida verticalmente por ladrillo en la base y se eleva a una cornisa grande de cobre en el techo. Proyección de las bahías ventana en dos mitades permitirá a los grandes riesgos de vidrio, dando al edificio un aspecto abierto a pesar de su masa. El Monadnock es parte de la Imprenta de fila del Distrito, que también incluye la construcción de Fisher, el Manhattan Building, y el Old Colony Building.
Cuando se construyó, muchos críticos llamaban al edificio extremo, y carente de estilo. Otros encontraron en su falta de ornamentación la prolongación natural de su finalidad comercial y una expresión de la vida empresarial moderna. Principios de siglo XX arquitectos europeos del siglo encontró la inspiración en su atención al propósito y la expresión funcional. Fue uno de los primeros edificios de arquitectura de Chicago nombró a un lugar de referencia en 1958. Se añadió a Registro Nacional de Lugares Históricos en 1970, y nombró como parte del Monumento Histórico Nacional South Dearborn Street, Imprenta de fila del Norte del Distrito Histórico en 1976. Los críticos modernos lo han llamado un "clásico", un "triunfo de diseño unificado", y "una de las experiencias estéticas más emocionantes que la arquitectura comercial de Estados Unidos haya producido".

## Historia

### Mitad Norte(1881–1891)
El Monadnock fue encargado por Boston a los desarrolladores de bienes raíces Pedro y Pastor Brooks en el auge de la construcción después de la Depresión de 1873-1879. La familia Brooks, que había amasado una fortuna en el negocio de seguro de envío y que había sido la inversión en bienes raíces de Chicago desde 1863, había conservado la propiedad de Chicago gerente de Owen F. Aldis para gestionar la construcción de los siete pisos del bloque Grannis en Dearborn Street en 1880. Se Aldis, uno de los dos hombres Louis Sullivan acreditado con ser "responsable de la moderna edificio de oficinas ", lo que convenció a los inversionistas como los hermanos Brooks para construir nuevos rascacielos en Chicago. A finales del siglo, Aldis crearía más de 1.000.000 de pies cuadrados (93.000 m²) de espacio de oficinas nuevas y gestionar cerca de una quinta parte del espacio de oficinas en el Loop..

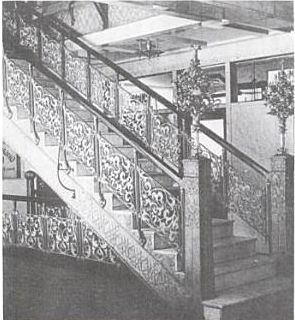
Las escaleras de aluminio fundido decorativo, que se muestran aquí en 1893, fueron el primer uso de aluminio en la construcción de edificios.

Daniel Burnham y John Wellborn Root se reunió como ponentes los jóvenes en la empresa de Chicago de Carter, Drake y Wight en 1872 y dejó de formar Burnham & Root al año siguiente. En Aldis la insistencia, los hermanos Brooks había conservado la entonces incipiente empresa para diseñar el bloque Grannis, que fue su primer encargo importante. Burnham y Root se convertiría en el arquitecto de la opción para la familia Brooks, para el que se completa el primer edificio de gran altura en Chicago, los 10 pisos de Montauk construcción, en 1883, y el de 11 pisos Rookery construcción en 1888.
El Gran Incendio de Chicago de 1871 había diezmado una franja de 4 millas (6,4 km) con 0,5 millas (0,80 km) de la ciudad entre el río Chicago y Lago Míchigan y el posterior desarrollo comercial se expandió en la zona al sur del principal distrito de negocios a lo largo del río que vendría a ser conocido como "the loop". Entre 1881 y 1885, Aldis compró una serie de lotes en la zona el nombre de Peter Brooks, incluyendo un sitio de 70 por 200 pies (21 por 61 m) en la esquina de las calles Jackson y Dearborn. La ubicación era remota, pero atractiva por varias razones. La construcción del Chicago Board of Trade Building en 1885 fue hecha cerca de LaSalle Street, el distrito financiero principal de la ciudad, hecho que elevó los valores de propiedad, haciendo que las compañías de ferrocarril fueran comprando tierras más al sur de los edificios terminales nuevos, creando especulación en el final suroeste de "The loop".
Brooks encargó a Burnham & Root para diseñar un edificio para el sitio en 1884, el proyecto fue anunciado en 1885, con un aviso diario comercial breve que el edificio costaría $ 850.000 ($ 20,700,000 en 2011 dólares). La Comunidad de construcción de chicago tenía poca fe en la elección de Brooks de su ubicación. Arquitecto Edwin Renwick diría:

Cuando Owen Aldis puso el Monadnock en Jackson Boulevard, no había nada en el lado sur de la calle entre la calle del estado y el río que no fueran cabañas de una sola planta, simples en su mayoría. Cada uno de nosotros pensó que el señor Aldis estaba loco para construir afuera en el borde irregular de la ciudad. Más tarde, cuando llevaba el edificio a través de la calle Van Buren estábamos seguros de que realmente lo estaba.

Los primeros bocetos muestran un edificio de 13 pisos con adornos del antiguo Egipto y una pequeña quema en la parte superior, dividido en cinco secciones visualmente con una Nelumbo nucifera como Motivo . Este diseño nunca fue aprobado, ya que, Brooks esperó a que el mercado inmobiliario en el sur del loop, en su mayoría almacenes, mejorara. Al igual que Root era conocido por la ornamentación detallada de sus diseños (como se ve en el Rokery Building), Brooks era conocido por su avaricia y preferencia por la simplicidad. Para el Monadnock, Brooks insistió en que los arquitectos se abstengaran de elaborar ornamentación y producir en su lugar "el efecto de la solidez y fuerza, o un diseño que produzca este efecto, en lugar de ornamento para un aspecto notable." En una carta de 1884 a Aldis, Brooks escribió: 

Mi idea es no tener superficies salientes o hendiduras, pero para tener todo al ras.... Tan alto y estrecho edificio debe tener algo de ornamento en una situación tan evidente... [pero] proyecciones significan suciedad, y no añaden fuerza a la construcción... una gran molestia [es] la presentación de las palomas y los gorriones.

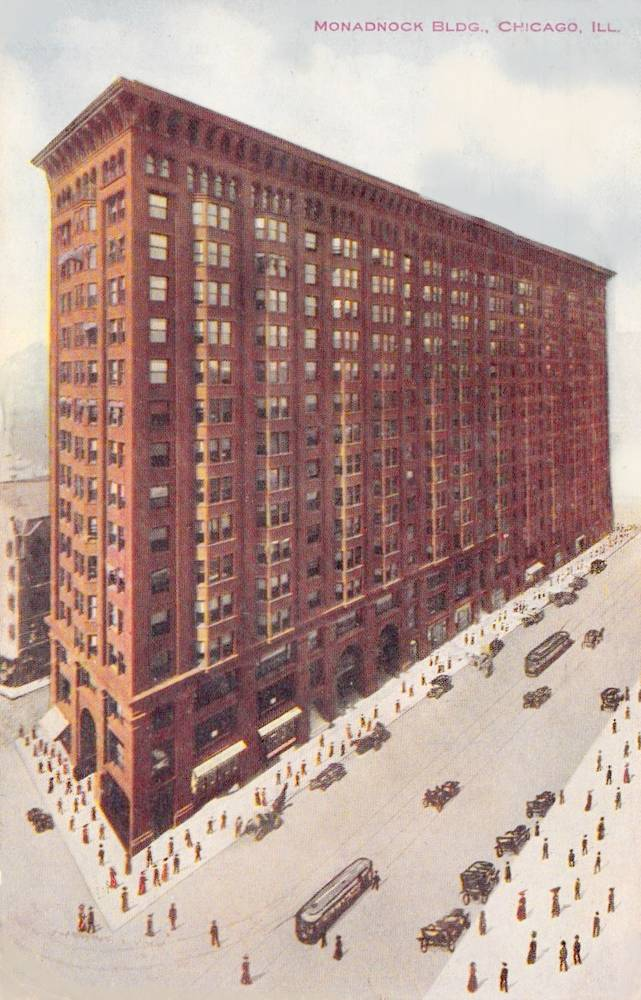
Postal de 1910 de la mitad sur de la Monadnock, mostrando el tratamiento similar al de una arcade de los pisos superiores y el cobre neoclásico cornice

 Mientras Root estaba de vacaciones, Burnham le ordenó a un dibujante crear una "fachada hacia arriba y hacia abajo, sin concesiones y sin adornos ". Objetando al principio, Root más tarde se lanzó en el diseño, declarando que las líneas gruesas de una pirámide egipcia había capturado su imaginación y que iba a "tirar la cosa sin un solo ornamento".
En 1889, un nuevo plan fue anunciado pmara la construcción: una torre de ladrillos de pared gruesa, 16 pisos de altura, carente de ornamentación y sugerente de un pilón egipcio. Brooks insistió en que el edificio no tenía proyecciones, por lo que el plan no incluía bay windows, pero Aldis argumentó que el espacio más rentable sería creado mediante la proyección de miradores, los cuales fueron incluidos en el diseño final. La altura final de la Monadnock se calculó como la más elevada económicamente viable para un diseño de Muro de carga, requiriendo paredes con un grosor de 6 pies (1.8 m) en la parte inferior y 18 inches (46cm) de grosor en la parte superior. Una mayor altura habría requerido paredes de un grosor tal, que habría reducido el espacio rentable en gran medida. La altura final fue interpolada mucho más por los propietarios, pero la decisión se vio obligada, cuando la ciudad había propuesto una ordenanza que restringe la altura de los edificios a 150 pies (46m ). Para proteger el potencial de ingresos futuros, Aldis solicitó un permiso para un edificio de 16 pisos de inmediato. El comisionado de la construcción, aunque "se tambaleó por el plan de dieciséis pisos", concedió el permiso el 3 de junio de 1889.
```
Con sus 17 pisos (16 rentables, más un ático), sus 215 pies (66 m) de muros de carga fueron los más altos de cualquier estructura comercial en el mundo.
[
22
]
 Para apoyar la estructura imponente y reforzarla contra el viento, los muros de mampostería se prepararon con un marco interior de hierro fundido y 
hierro forjado
. Root ideó para este marco el primer intento de un sistema de portal de viento en los Estados Unidos, en los que se clavaron hierro entre las columnas de la estructura de refuerzo.
[
18
]
[
23
]
```

El edificio fue construido por la firma de George A. Fuller, que se formó como arquitecto, pero dejó su huella como el creador del moderno y contratante sistema en la construcción de edificios. Su empresa había supervisado la construcción de la colonia de grajos, y luego construido en Nueva York, Edificio Flatiron con Burnham en 1902. El Bloque Monadnock fue construido como una estructura única, pero era legalmente dos edificios, el Monadnock y el Kearsarge, nombrados así en nombre al Monte Monadnock y al Monte Kearsarge en New Hampshire. El trabajo fue completado en 1891. El Monadnock, llamado por Root "Jumbo", fue su último proyecto, ya que, él murió de repente, mientras el edificio estaba en construcción.

### Mitad sur e Historia temprana (1891–1938)
Alentado por el éxito inicial del edificio, Pastor Brooks compró el lote de 68 por 200 pies (21 por 61 m) contiguo hacia el sur en 1893 por $ 360.000.($8.77 millones de dólares con inflación actual) Aldis recomendó la firma de Holabird y Roche, la cual había diseñado el Pontiac Building para Peter Brooks en 1891, para ampliar el Monadnock al sur de Van Buren. William Holabird y Martin Roche había estado juntos en la oficina de William LeBaron Jenney, y formaron en 1881 su propia firma, que se convertiría en una de las más prolíficas en la ciudad y reconocida cdomo la líder de la Escuela de Chicago de la arquitectura.